# جيسينتسي
جيسينتسي (بالإنجليزية: Jesenice, Jesenice)‏ هي مستوطنة تقع في سلوفينيا في جيسينتسي. يقدر عدد سكانها بـ 13,255 نسمة ومساحتها 8.5 كم2 وترتفع عن سطح البحر 585 متر.

## أعلام
- دراغو هورفات
- غريغا جميا
- سيناد تيغاني
- ماشا زيك بشكيريتش
- دليلا ياكوبوفيتش